# Vương cung thánh đường Thánh Denis

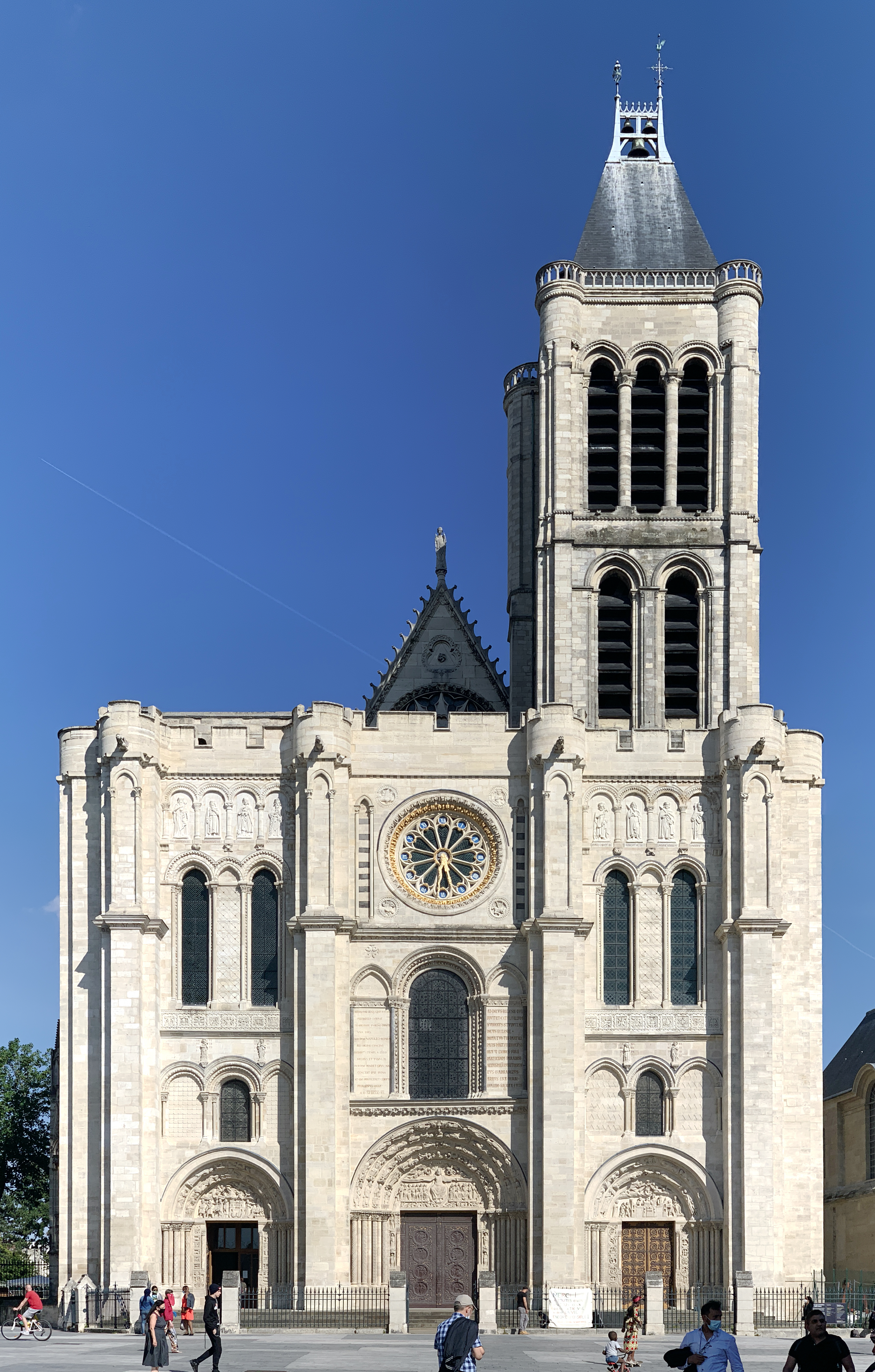
Vương cung thánh đường Saint-Denis

Vương cung Thánh đường Thánh Denis (tiếng Pháp: basilique Saint-Denis hay cathédrale Saint-Denis) là một nhà thờ chính tòa Công giáo, và trước đây là một đan viện dòng Biển Đức, có kiến trúc kiểu Gothic nằm ở Saint-Denis thuộc tỉnh Seine-Saint-Denis, Pháp. Vương cung thánh đường này có tầm quan trọng đặc biệt trong lịch sử kiến trúc do có phần cung thánh, hoàn thành vào năm 1144, được công nhận là công trình kiến trúc đầu tiên sử dụng tất cả các yếu tố của kiến trúc Gothic. Đây là nơi đặt thi hài của rất nhiều thành viên hoàng gia Pháp qua các thế kỉ, trong đó có hầu hết các vị vua và hoàng hậu Pháp.

## Lịch sử
Từ khoảng thế kỉ 3 (thời Hạ đế chế) đã tồn tại một nghĩa địa của người Gaule và La Mã ở Saint-Denis. Đến thế kỉ 4, lăng mộ đầu tiên được xây dựng tại đây. Một thế kỉ sau đó, Thánh Geneviève đã mua lại phần đất xung quanh nghĩa địa và cho xây dựng một nhà thờ đầu tiên. Nhà thờ này đã phát triển nhanh chóng thành hai dưới thời trị vì của dòng họ Mérovingien, đặc biệt là dưới thời vua Dagobert I.

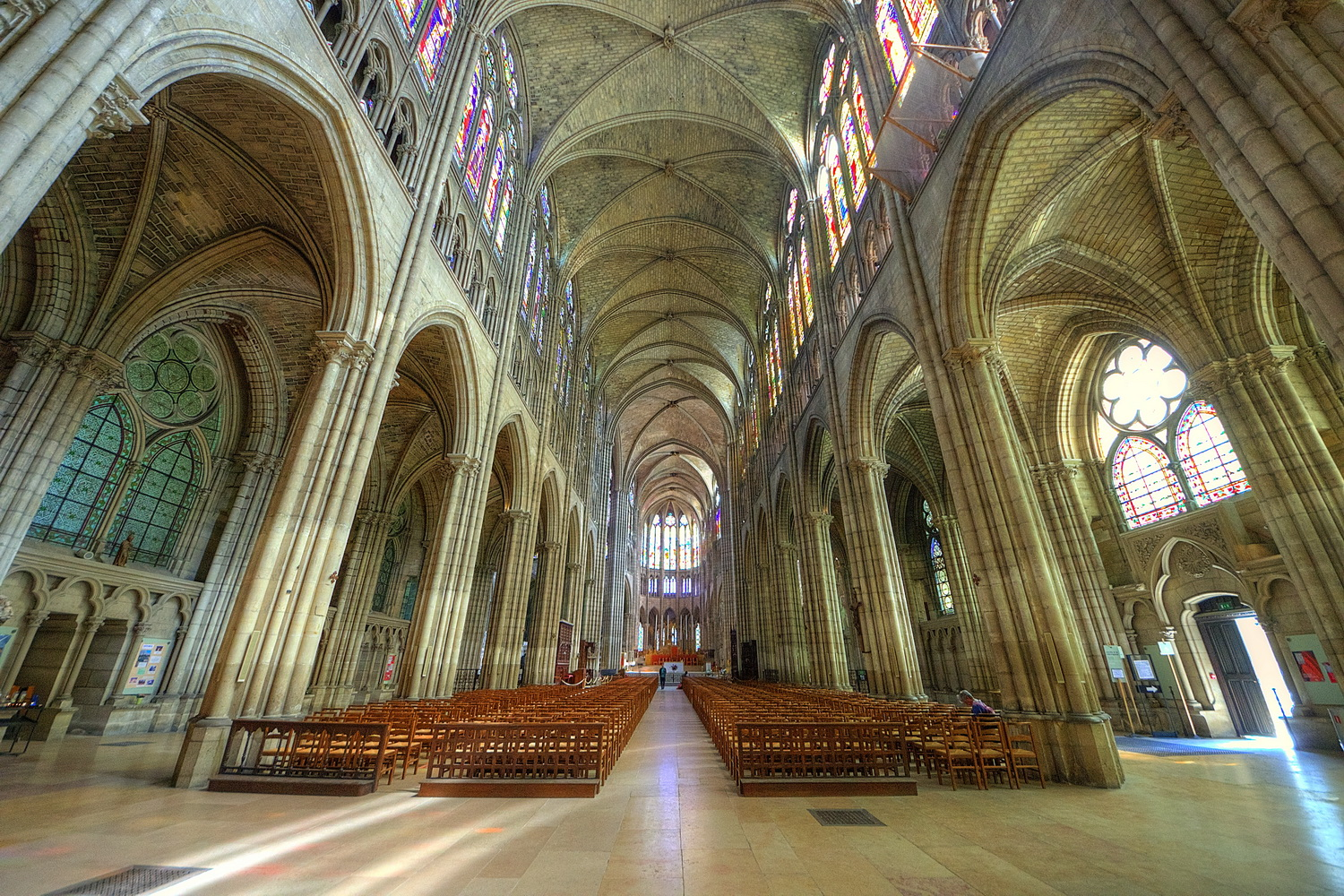
Gian chính, nhìn về phía cung thánh

Khoảng năm 630, thi hài của Thánh Denis (tổng giám mục đầu tiên của Paris và cũng là Thánh bổn mạng của thành phố này) được chôn cất tại đây cùng linh mục Rustique và phó tế Eleuthère. Năm 750 Pépin Lùn (Pépin le Bref) cho xây dựng tiếp một gian chính điện nữa tại nhà thờ. Dưới thời trị vì của dòng họ Caroling, nhà thờ được mở rộng thành một thánh đường kiểu basilique với 3 gian và một cánh ngang lồi ra. 
Từ năm 1135 đến khoảng năm 1144, đan phụ Suger, cố vấn của vua Louis VI (Louis Lớn) và Louis VII (Louis Trẻ), đã mở rộng thánh đường chính của đan viện và tiến hành nhiều thay đổi đáng kể (chẳng hạn như ở phần hành lang nhà thờ, cửa sổ hình hoa hồng, và ba cửa chính lớn). Ông cũng bắt đầu nhận chôn cất những thành viên của hoàng tộc bên trong nhà thờ. Từ thời Hugues Capet, nhà thờ bắt đầu được coi là nghĩa trang chính của hoàng tộc Pháp.
Năm 1966, Saint-Denis trở thành một nhà thờ chính tòa, cùng với việc thành lập Giáo phận Saint-Denis ở Pháp.

## Đặc điểm

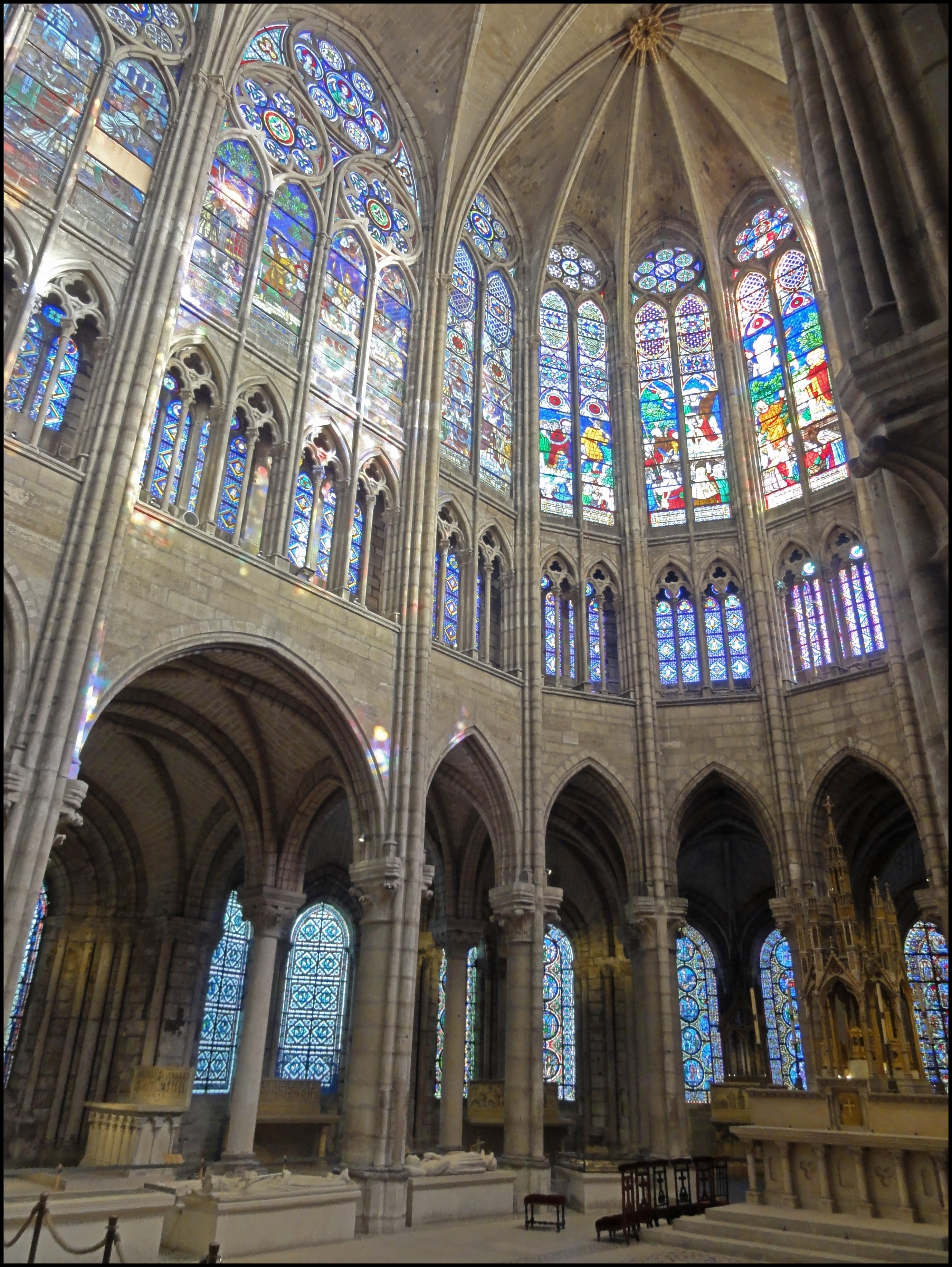
Một phần hành lang và các nhà nguyện quanh cung thánh

Đan phụ Suger mong muốn tu tạo lại nhà thờ cũ từ thời gia tộc Caroling nhằm nhấn mạnh thêm giá trị những thánh tích của thánh Denis. Ông cho phá dỡ và xây lại mặt phía Tây với ba lối vào chính có nhiều chi tiết trang trí và một cửa sổ hoa hồng bên trên. Năm 1144, việc hoàn thành cung thánh ở phía Đông của nhà thờ đã đánh dấu sự lên ngôi của một kiến trúc mới. Đan phụ Suger đã áp dụng thiết kế hành lang quanh cung thánh để dẫn tới các nhà nguyện nhưng với hai, thay vì chỉ một, dãy hành lang với hàng cột ở giữa tương đối mỏng. Ông cũng chọn giải pháp đặt các nhà nguyện cạnh nhau và bàn thờ (là phần trong cùng) ở các nhà nguyện tương đối gần với hành lang. Mỗi nhà nguyện lại có những cửa sổ kính màu thẳng đứng kéo dài gần hết tường nhà nguyện. Những chi tiết này đem lại nhiều ánh sáng và không gian mở quanh cung thánh. Phần vòm cũng được áp dụng kỹ thuật đan chéo các gân cung, cho phép phân bố lực lên các cột đều hơn.

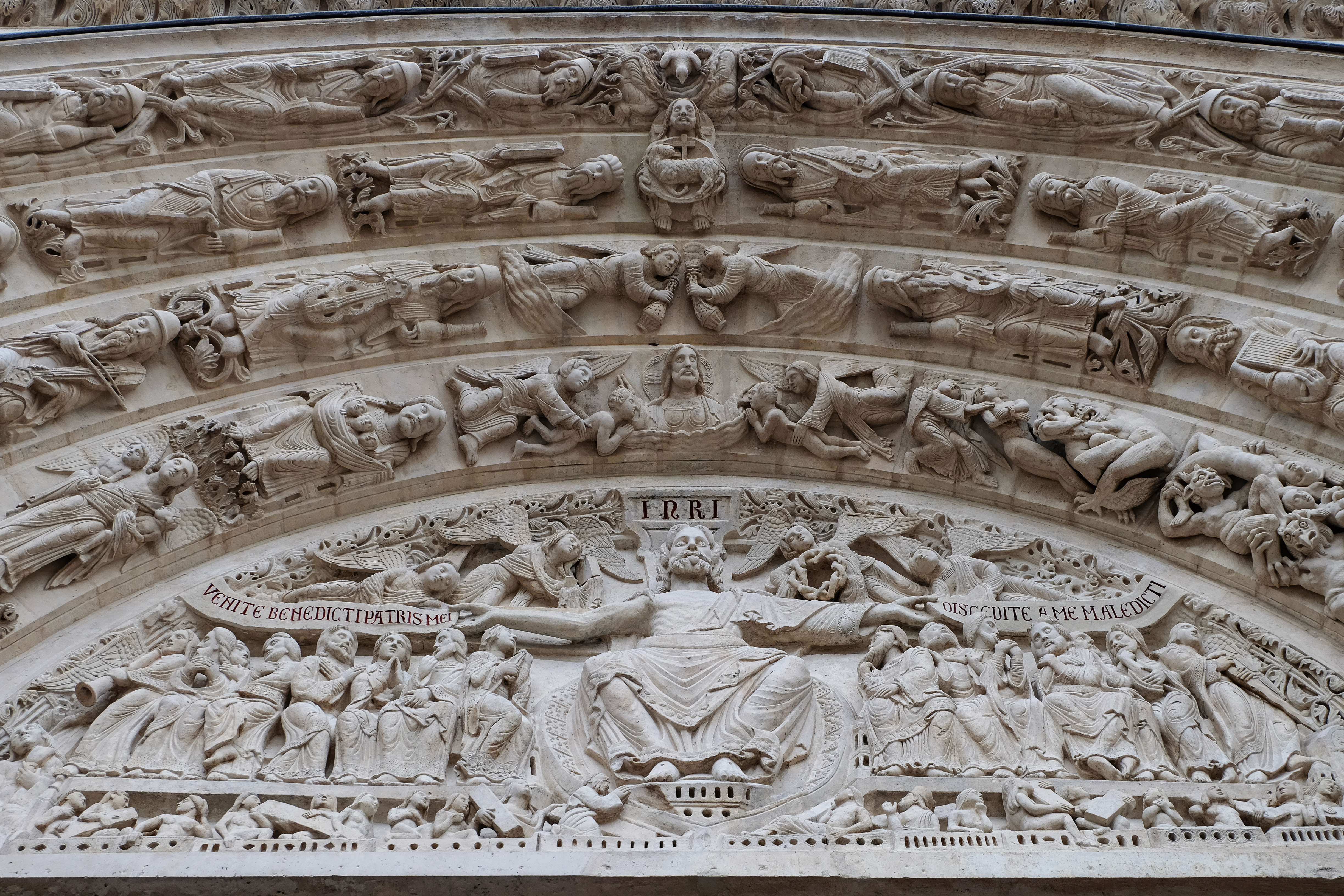
Sự phán xét cuối cùng phía trên cửa chính

## Nơi an nghỉ của hoàng gia

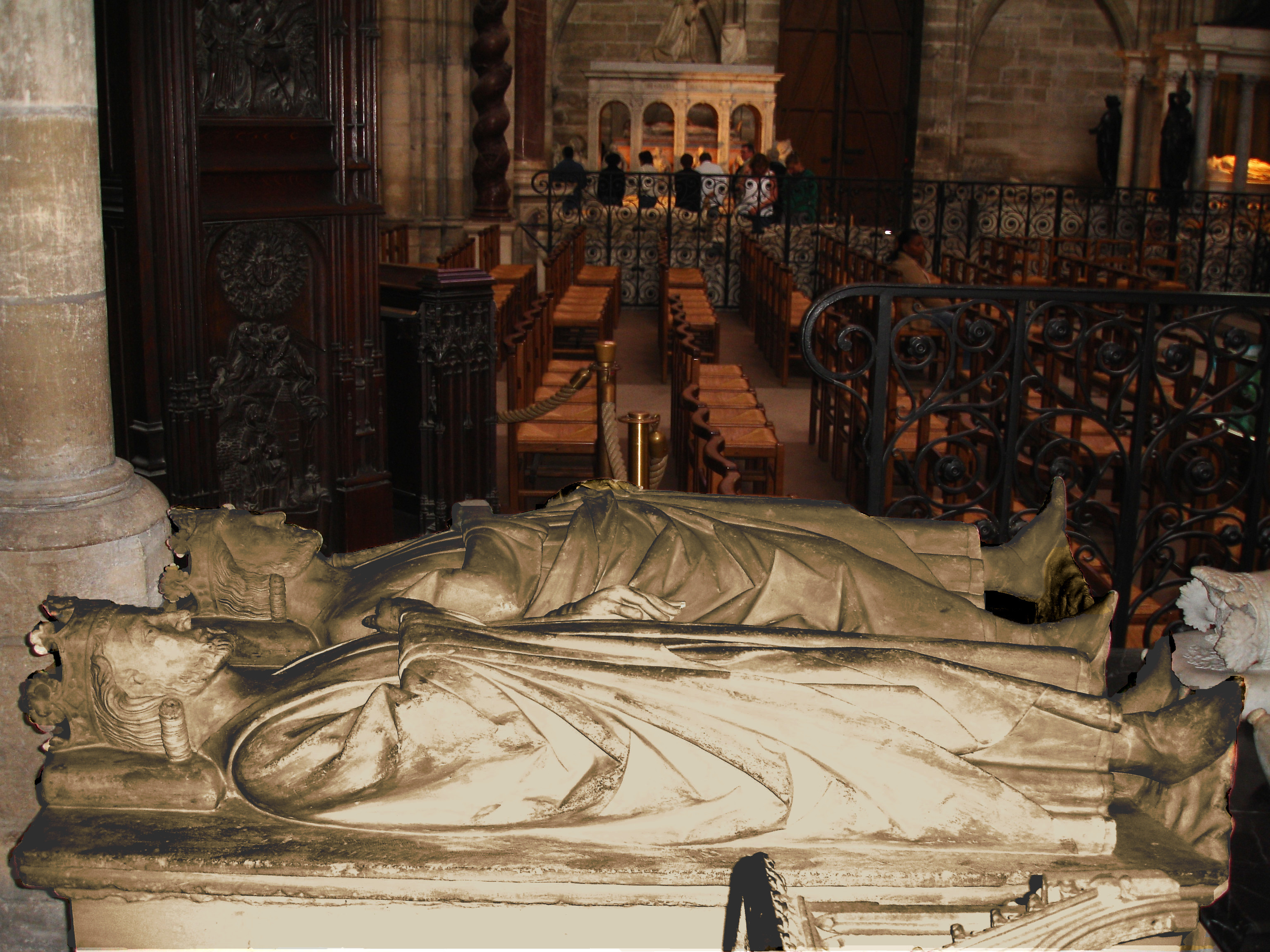
Mộ của Clovis II và Charles Martel

### Các vua
- Dagobert I
- Pépin Lùn
- Charles Hói
- Louis III
- Eudes I
- Carloman II
- Hugues Capet
- Robert II
- Henri I
- Louis VI
- Philippe II Auguste
- Louis VIII Sư tử
- Thánh Louis
- Philippe III Gan dạ
- Philippe IV le Bel
- Louis X le Hutin
- Jean I le Posthume
- Philippe V le Long
- Charles IV le Bel
- Philippe VI de Valois
- Jean II le Bon
- Charles V le Sage
- Charles VI le Fou
- Charles VII le Bien Servi
- Charles VIII
- Louis XII
- François I
- Henri II
- François II
- Charles IX
- Henri III
- Henri IV
- Louis XIII
- Louis XIV Vua Mặt trời
- Louis XV
- Louis XVI
- Louis XVII
- Louis XVIII

### Các vương hậu

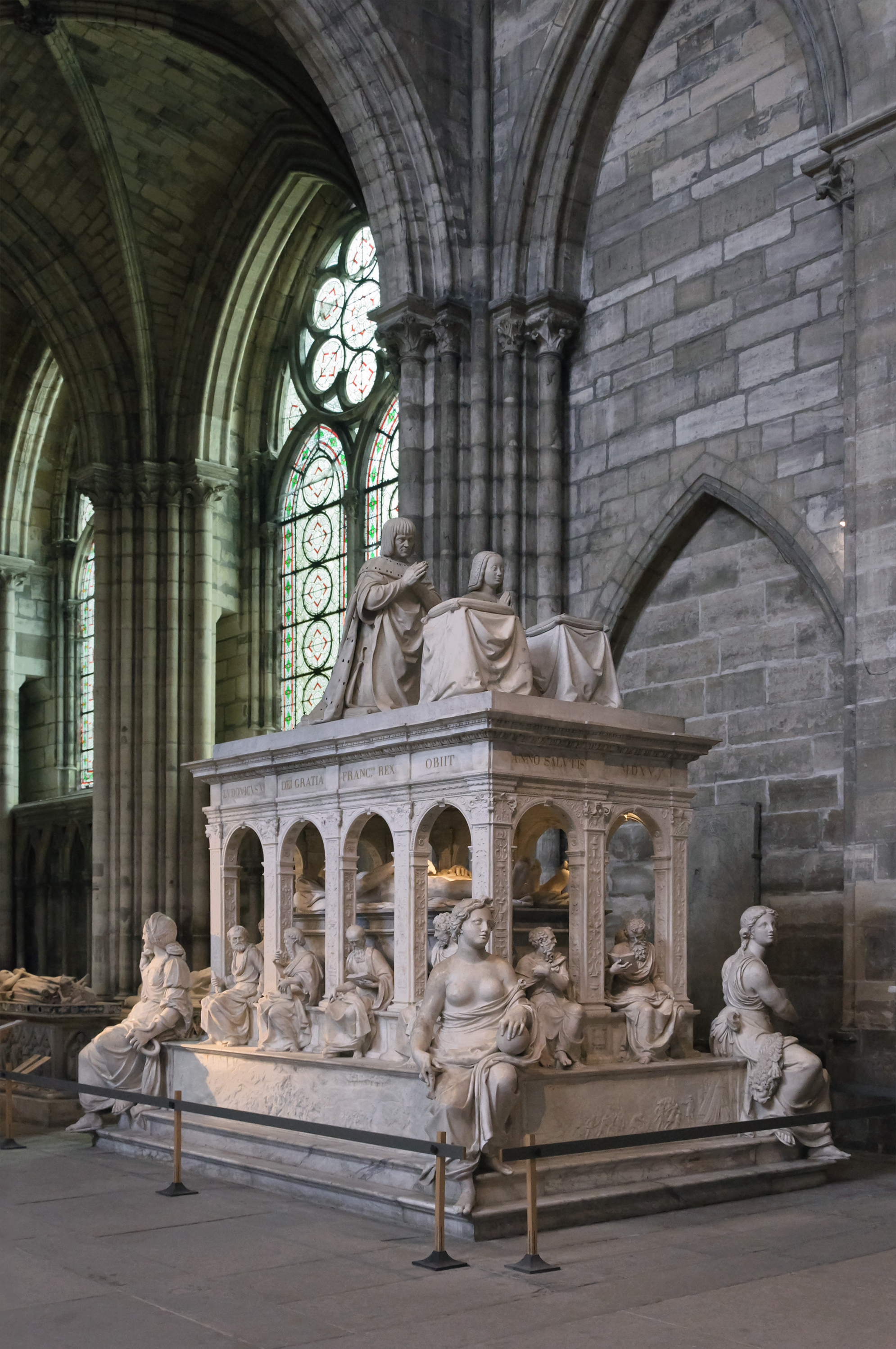
Mộ của Louis XII và Anne de Bretagne

- Arnegonde de Worms, vợ vua Clotaire I
- Blanca của Castilla (1188-1252), vợ vua Louis VIII
- Marguerite xứ Provence (1221-1295), vợ vua Louis IX
- Isabel của Aragón, vợ vua Philippe III Gan dạ
- Klemencia của Hungary (1290-1328), vợ vua Louis X le Hutin
- Jeanne xứ Évreux (1310-1371), vợ vua Charles IV le Bel
- Jeanne xứ Bourgogne (1293-1348), vợ vua Philippe VI de Valois
- Blanca của Navarra, Vương hậu Pháp (1330-1398), vợ vua Philippe VI de Valois
- Jeanne xứ Bourbon, vợ vua Charles V
- Elisabeth xứ Bayern (1370-1435), vợ vua Charles VI
- Marie xứ Anjou (1404-1463), vợ vua Charles VII
- Anne xứ Bretagne (1477-1514), vợ vua Charles VIII và vợ thứ hai của vua Louis XII
- Claude của Pháp, nữ công tước vùng Bretagne, vợ vua François I và con gái của Louis XII của Pháp và Anne xứ Bretagne
- Caterina de' Medici (1519-1589), vợ vua Henri II
- Louise xứ Lorraine (1553-1601), vợ vua Henri III
- Marguerite của Pháp (1553-1615), vợ vua Henri IV
- Maria de' Medici, vợ vua Henri IV
- Ana của Tây Ban Nha (1601-1666), vợ vua Louis XIII
- María Teresa của Tây Ban Nha (1638-1683), vợ vua Louis XIV
- Maria của Ba Lan, vợ vua Louis XV. Trái tim của bà được đặt tại nhà thờ Notre-Dame-de-Bonsecours ở Nancy
- Maria Antonia của Áo, vợ vua Louis XVI

### Các nhân vật lịch sử khác
- Charles Martel
- Bertrand du Guesclin
- Louis de Sancerre (1342-1402), nguyên soái Pháp dưới thời vua Charles VI
- Gaspard IV de Coligny, chết năm 1649 ngay sau khi được phong thống chế Pháp
- Arnaud Guillaume de Barbazan
- Charles II xứ Alençon